# Jahmesz Turo
Jahmesz, más néven Turo ókori egyiptomi nemesember, Kús alkirálya volt a XVIII. dinasztia idején, I. Amenhotep és I. Thotmesz alatt. Apja, Jahmesz Szitaiet után valószínűleg ő volt a második, aki betöltötte ezt a pozíciót.
Turo Buhen parancsnoka volt I. Jahmesz uralkodása alatt, majd Kús alkirálya lett I. Amenhotep alatt. Feliratai maradtak fenn Szemnében és Uronartiban. I. Thotmesz alatt említik az 1. és a 3. uralkodási évben. Fennmaradt egy említése Nyugat-Szilszilében Uszeramon vezír egy feliratán; ez Hatsepszut uralkodása alatt készült, és lehet, hogy posztumusz említése az alkirálynak. Lehetséges, hogy családi kapcsolat állt fenn Turo és Uszeramon közt, mert előbbit együtt ábrázolják Uszeramon apja, Amethu vezír lányaival.
Fennmaradt egy koronázási dekrétum, amely I. Thotmesz trónra léptéről számol be. Ezt az egyedinek számító dokumentumot a koronázás napján adták ki, hogy értesítsék Kús alkirályát az új fáraó trónra lépéséről, valamint teljes titulatúrájáról, az áldozatok bemutatásánál és esküszövegekben használandó királynévről.
Íme, elhozatott neked a királynak ez a parancsa, hogy értesítsen róla, hogy felségem megjelent Felső- és Alsó-Egyiptom királyaként az élők Hórusz-trónján, kihez nincs hasonló, örökké. Címeimet így használd:

Hórusz: „Az erős bika, Maat kedveltje”;

A Két Úrnő kedveltje: „Ragyogó a kígyódiadémban, erőben hatalmas”;

Arany Hórusz: „Években tökéletes, ki életet ad a szíveknek”;

Felső- és Alsó-Egyiptom királya: „Aaheperkaré”;

Ré fia: „[Thotmesz], ki örökkön-örökké él”. (Breasted)
Egy szeheli felirat megörökíti, hogy I. Thotmesz délre utazott és megtalálta III. Szenuszert csatornáját az első kataraktánál:
„3. év, a harmadik évszak első hónapjának 22. napja, őfelsége, Felső- és Alsó-Egyiptom királyának őfelsége, Aaheperkaré alatt, kinek élet adatik. Őfelsége parancsolta nekem, hogy ássam ki ezt a csatornát, miután úgy találta, hogy kövek zárták el, olyannyira, hogy egy hajó sem járt rajta. Lehajózott rajta, szíve örömmel telt el, mert elpusztította ellenségeit. A király fia, Turo.” (A „király fia” itt alkirályként értendő.)
Jahmesznek egy fia ismert, Jahmesz, más néven Patjenna, aki Hatsepszut és III. Thotmesz idejében szolgálta a királyi családot, de az alkirályi székben nem ő követte, hanem Szeni. Turo sírja valószínűleg Thébában volt; egy Dejr el-Bahari-ban talált szobra és a thébai nekropoliszban talált sírkúpjai erre utalnak.

## Fordítás
- Ez a szócikk részben vagy egészben  az   Ahmose called Turo című angol Wikipédia-szócikk ezen változatának fordításán alapul.  Az eredeti cikk szerkesztőit annak laptörténete sorolja fel. Ez a jelzés csupán a megfogalmazás eredetét és a szerzői jogokat jelzi, nem szolgál a cikkben szereplő információk forrásmegjelöléseként.